# Agrias phalcidon
Agrias phalcidon är en fjärilsart som beskrevs av William Chapman Hewitson 1855. Agrias phalcidon ingår i släktet Agrias och familjen praktfjärilar. Inga underarter finns listade i Catalogue of Life.